# Mara (powieść)
Mara – powieść napisana przez rumuńskiego pisarza Ioana Slavicia w 1894 roku.

## Struktura
Powieść Mara podzielona jest na 21 rozdziałów ponumerowanych cyframi rzymskimi. Każdy z nich ma krótki, wprowadzający tytuł.
| I. Sărăcuții mamei II. Maica Aegidia III. Furtuna cea mare IV. Primăvară V. Ani de tinerețe VI. Ispita VII. Zbuciumare VIII. Datoria IX. Inima, săraca X. Cine ce poate XI. Altă lume XII. Două porunci XIII. Datorii vechi XIV. Rostul lui Bandi XV. Isprăvile lui Trică XVI. Greul vieței XVII. Birtul de la sărărie XVIII. Blestemul casei XIX. Verboncul XX. Norocul casei XXI. Pace și liniște | I. Biedulki mamy II. Matula Aegidia III. Wielka burza IV. Wiosna V. Lata młodości VI. Pokusa VII. Zawirowania VIII. Dług IX. Biedne serce X. Co kto może XI. Inny świat XII. Dwa przykazania XIII. Stare długi XIV. Przeznaczenie Bandiego XV. Zuchwałość Triki XVI. Trudy życia XVII. Karczma w Sărărie XVIII. Przekleństwo domu XIX. Pobór XX. Szczęście domu XXI. Cisza i spokój |
| --- | --- |

## Streszczenie
W okresie austriackiego absolutyzmu po rewolucji 1848 roku wdowa po ubogim szewcu, Mara Bârzovanu, pochodząca ze wsi Radna w dolinie Maruszy, ciężko pracuje, by zebrać pieniądze na spokojne życie i zapewnić przyszłość dwójce swoich dzieci – Persidzie i Trice. Aby uzupełnić swoje dochody, wydzierżawia most łączący wieś Radna z miastem Lipowa i pobiera opłaty za przejazd. Kiedy udaje się jej uzbierać potrzebną sumę pieniędzy, Mara wysyła Persidę na naukę do klasztoru mniszek minorytek w Lipowej, a Trică zaczyna uczyć się zawodu u serbskiego majstra Stevy Claicia z Aradu. Czas mija, a Mara, której majątek rośnie z każdym dniem, zaczyna pożyczać pieniądze i współpracować z niemieckim rzeźnikiem Antonem Hubărem, skarbnikiem miasta Lipowa.
Pewnego wiosennego dnia przed Wielkanocą, Persida, wtenczas już młoda dama o niespotykanej urodzie, wpada w oko Ignatiusowi (Națl) Hubărowi, synowi rzeźnika. Dwoje młodych ludzi zakochuje się w sobie. Ich rodzice nie zgadzają się jednak na małżeństwo ze względu na uprzedzenia dotyczące narodowości, religii i statusu społecznego. Mara, która uzbierała dla Persidy duży posag, chce, by poślubiła ona teologa Pavla Codreanu, a nie niemieckiego rzeźnika. Natomiast stary Hubăr nie chce, by jego syn ożenił się z córką handlarki.
Aby ich rozdzielić, Hubăr wysyła syna w dwuletnią podróż, która według zasad cechu była konieczna, by uczeń mógł wstąpić w jego szeregi. Natomiast Mara wysyła córkę do Aradu. Przypadkowe spotkanie młodych ludzi pomaga im zrozumieć swoje uczucia, po czym Națl wyrusza w dalszą drogę, a Persida wraca do klasztoru. Później oboje spotykają się od czasu do czasu w tajemnicy i utrzymują relację.
Mija kolejny rok, a w tym czasie Trică zostaje zatrudniony już jako rzemieślnik przez mistrza kuśnierza Bocioakę z Lipovy. Po półtorarocznej tułaczce Națl wraca do domu, ale po konflikcie z ojcem znów wyjeżdża, by dokończyć praktykę. Relacje między ojcem a synem stają się coraz bardziej napięte. Hubăr robi synowi wyrzuty, że zawstydził go tym, iż w czasie dwuletniej podróży nie pracował w rzeźniach, lecz wędrował.
Trică i Persida biorą bez wiedzy rodziców potajemny ślub, którego udziela im prawosławny duchowny Codreanu. Następnie uciekają do Wiednia, gdzie Națl wraz z dwoma innymi młodymi mężczyznami wynajmuje rzeźnię przy rogatce Lerchenfeld. Nieobecność rodziców i życie w obcym mieście sprawiają, że czują się nieszczęśliwi. Postanawiają wrócić do Lipowy, gdzie Națl za pieniądze otrzymane od matki wynajmuje zajazd w Sărărie.
Małżeństwo zawarte w tajemnicy nie jest długo szczęśliwe. Brak akceptacji ze strony rodziny powoduje, iż Națl zaczyna postrzegać siebie jako ofiarę i zaczyna się zachować agresywnie wobec żony. Pozostawiona sama sobie, bita i ignorowana przez męża, Persida traci pierwszą ciążę. Po pewnym czasie, gdy w rodzinie znów zapanował spokój, Națl wraca do starych nawyków i znów stosuje przemoc fizyczną.
W międzyczasie Trică uwodzi żona Bocioaki, ale niedługo po tym zgłasza się on na ochotnika do armii austriackiej.
Rok później, gdy Persida rodzi syna, to wydarzenie sprawia, że rodzice wybaczają swoim dzieciom. Stary Hubăr jest nadal niezadowolony z tego, że nie zapytano go o zgodę, ale chrzest dziecka w obrządku katolickim uspokaja go. Trică wraca do domu znacznie dojrzalszy, po tym jak zostaje ranny w wojnie austriacko-włoskiej (1859), a w Wielki Post, dzięki staraniom Bocioaki, zarówno on, jak i Națl uzyskują stopień mistrza rzemiosła. Spokój w rodzinie nie trwa jednak długo, stary Hubăr zostaje zabity w ataku szaleństwa przez swego nieślubnego syna Bandiego. Dzieje się to w chwili, gdy rzeźnik rozpoznaje go i chce umówić się z nim na spotkanie.

## Bohaterowie
Mara – tytułowa bohaterka | Wdowa po szewcu o nazwisku Bârzovanu, handlarka z miejscowości Radna. Jest pracowita i ambitna, stara się zapewnić godne życie swoim dzieciom.
Persida – córka Mary | Uczyła się w klasztorze w miejscowości Lipowa. Zakochuje się w Națlu, synie rzeźnika Hubăra, którego potajemnie poślubia.
Trică – syn Mary | Praktykant, a później rzemieślnik u serbskiego kuśnierza Stevy Claicia z Aradu.
Anton Hubăr – ojciec Ignatius (Națl) Hubăra | Rzeźnik pochodzący z Wiednia. W ciągu kilku lat udało mu się zgromadzić majątek, co pozwoliło mu na objęcie funkcji skarbnika miasta Lipova. W młodości uwiódł kobietę, a następnie porzucił ją, pozostawiając na ulicy z ich nieślubnym dzieckiem. Nie jest oddany swojej pracy. Woli bawić się na przyjęciach. Okazuje się nieprzejednany wobec związku syna z Persidą i nie wyraża zgody na małżeństwo dwojga młodych ludzi.
Hubăroaie – żona Antona Hubăra | Szwabka pochodząca z Budy. Jest dużo bardziej zaangażowana w prowadzenie rzeźni niż jej mąż. Sprzeciwia się małżeństwu Națla z Persidą i próbuje rozdzielić dwójkę młodych ludzi.
Ignatius (Națl) Hubăr – syn Hubăra | Uczęszczał do czterech klas szkoły średniej w Timișoarze. Zakochuje się w Persidzie. Powoduje to konflikt z jego własnym ojcem, który nie pochwala tego związku. Dwoje młodych ludzi bierze potajemny ślub i ukrywają się przed rodziną. Rozłąka z bliskimi sprawia, że Națl zaczyna zachowywać się brutalnie wobec Persidy. Jest to postać żarliwa i impulsywna.
Pavel Codreanu | Student teologii, następnie duchowny prawosławny, syn księdza. W Aradzie spotyka Persidę, zakochuje się w niej i chce się z nią ożenić, ale dziewczyna woli Națla. Później sam się żeni i potajemnie udziela ślubu Persidzie i Națlowi.
Bocioacă | Starosta kuśnierzy z Lipovej. Jest człowiekiem dumnym i bezkompromisowym.
Marta | Żona starosty kuśnierzy, córka duchownego z Kladova. Unika wszelkich związków z Persidą i w imię mieszczańskiego zdrowego rozsądku potępia ją za jej związek z Națlem. W rzeczywistości ma namiętną naturę i próbuje wplątać Trikę w pozamałżeńską relację.
Maica Aegidia | Przełożona klasztoru sióstr zakonnych w Lipowie. Jest odpowiedzialna za edukację Persidy, którą stara się ukierunkować na uczciwe i czyste życie.
Bandi | Nieślubny syn rzeźnika Hubăra i Węgierki Reghiny. Po śmierci matki opuszcza klasztor i żyje z łaski ludzi, a następnie znajduje schronienie w domu Persidy. W przypływie szaleństwa zabija ojca właśnie wtedy, gdy ten miał go zaakceptować i pomóc mu w zarabianiu na życie.
Simeon Burdea | Szkolny kolega Națla, student Uniwersytetu Wiedeńskiego. Przez pięć lat był kolegą Națla w gimnazjum w Timișoarze, a następnie mieszkał z nim w Wiedniu.

## Współczesne odczytania
W przedmowie do wydania z 2021 roku Daiana Gârdan określa powieść jako przełomową na tle tworzonej głównie przez mężczyzn i osadzonej w dużych miastach twórczości rumuńskiej. Wyjątkowość i przełomowość Mary polegają na tym, że jest to powieść osadzona w małej transylwańskiej wiosce, pokazująca dwie silne bohaterki. Według rumuńskiej badaczki istnieją dwa aspekty, które czynią z Mary tekst podatny na nowe odczytania i analizy. Z jednej strony jest to charakter transnarodowy, pozwalający zawiesić „logikę lokalnego dziedzictwa” (rum. Logica de patrimoniu autohton) i włączyć wytwory danego narodu w szerszy, międzynarodowy obieg. Z drugiej strony mowa o otwartości na dyskursy tożsamości, rasy, klasy i płci możliwe do wyznaczenia w każdym utworze literackim. Pierwsza z dwóch wymienionych kwestii, tj. charakter transnarodowy, była przedmiotem intensywnych dyskusji rumuńskich krytyków ze względu na obecność dwóch silnych bohaterek, których nie było ani wcześniej, ani przez długi czas później w literaturze rumuńskiej. Drugiej kwestii, czyli otwartości na różne dyskursy, poświęcono zdaniem Gârdan zdecydowanie mniej uwagi. Chodzi jej między innymi o „międzywątkowe umiejscowienie narracji”, tj. o środowisko, którego różnorodność i integrującą siłę oddaje Slavici. To wspólna płaszczyzna dla nie tylko wielu kultur czy grup etnicznych, ale również dla różnych postaw społeczno-ekonomicznych. Gârdan wskazuje na dwa elementy, tj. silną postać kobiecą oraz prowincję, które, badane przez Slavicia, składają się na historię wykraczającą poza wąskie ramy tej określonej fikcji. Tym samym opowieść staje się z perspektywy czasu odzwierciedleniem kultury pogranicza (geograficznego, ideologicznego, kulturowego) w czasach transformacji i obrazem możliwym do włączenia w szerszą sieć europejskiej czy nawet globalnej nowoczesności.
Krytycy wypowiadali się o Marze, tytułowej bohaterce, w sposób dość powierzchowny, widząc w niej określony model kobiety, która, choć sama w sobie stanowi ewenement w powieściopisarstwie rumuńskim, jest pod względem konstrukcji bohaterką dość szablonową. Według Gârdan, o ile powieść reprezentuje „przejściowy etap” (rum. treaptă intermediară) w modernizowaniu literatury rumuńskiej, o tyle Mara jawi się jako „przejściowa” forma kobiecości na drodze ku emancypacji, bowiem udaje się jej zdemaskować i wykorzystać prawa dogłębnie patriarchalnego świata przedstawionego.
Gârdan zadaje w przedmowie pytanie na temat tego, jak należy rozumieć walkę Mary o kapitał: czy rację ma George. Călinescu, twierdząc, że jest ona zwykłym typem kobiety z gór, przedsiębiorczej i zawziętej wdowy, chciwej, skąpej, cynicznie patrzącej na życie, czy też Nicolae Manolescu, według którego Mara jest wyrachowaną bizneswoman ogarniętą manią gromadzenia dóbr. Gârdan zauważa, że wielu krytyków utożsamiało Marę z ogólnym postępem społeczeństwa w okresie nowoczesnych przemian społeczno-ekonomicznych, niewielu jednak zwróciło uwagę na inny typ emancypacji utożsamiany przez Marę, tj. przekształcenie drugorzędnej pozycji w pierwszorzędną – Mara, uboga wdowa z dwójką dzieci, rozumie siłę kapitału i potrafi wykorzystać swój status kobiety, by zyskać swobodę dostępną w małym miasteczku tylko mężczyznom. Mara umie wykorzystać prawa zarówno patriarchatu, jak i rodzącego się kapitalizmu, zdobywając kontrolę nad kapitałem, w którym wcześnie
dostrzega siłę napędową społeczeństwa. Akumuluje, gromadzi, nie wydaje, nie pada ofiarą kapitalistycznego mirażu: „Jak możesz oddać pieniądze, które masz w ręku, skoro nie dostaniesz za nie nic pewnego, nic namacalnego, nic niepodważalnego, a jedynie opinię, nadzieję, myśl”.
Mieszany stosunek Mary do losu córki Persidy zdradza również niepokoje matki związane z konstrukcją tożsamości płciowej, którą częściowo sama obala. Z jednej strony Mara jest przekonana o słuszności swojego autorytetu względem córki, zaś z drugiej wierzy, że wobec konieczności wyboru jej córka podejmie właściwą decyzję sama, i stopniowo się wycofuje. Bohaterka Slavicia jest kobietą wyemancypowaną, ale nie w pełni. Mara wykorzystuje logikę społeczeństwa, w którym żyje, ale nie buntuje się – jej „aktywizm” jest zamaskowany, ograniczony, jest agentem działającym od wewnątrz. Jeśli można mówić o Marze jako protofeministce, to jej córka nieświadomie odzwierciedla swoim zachowaniem postawę matki – to, czego nie zdołała dokonać Mara z pozycji wdowy, udaje się osiągnąć Persidzie z pozycji matki. Siłą napędową wszystkiego, co postępowe w życiu Mary, jest jej wdowieństwo, jej stan cywilny. Z kolei Persida decyduje o swoim życiu nieustannie licząc się z konsekwencjami. Podobnie jak Mara rozumie ona znaczenie kapitału jako władzy, która przekłada się na emancypację i przekraczanie ról płciowych. Wobec rozpadu swojego związku Persida ukazuje się w innym świetle. Ujawnione zostają bowiem cechy antyfeministyczne bohaterki: chęć usilnego pozostania w nieszczęśliwym małżeństwie i zaakceptowanie ról płciowych. Persida zostaje matką, a odpowiedzialność utrzymania rodziny spada na męża, co prowadzi do szczęśliwego zakończenia i przywrócenia porządku. Persida jest zatem zarówno krokiem naprzód, jak i krokiem wstecz na polu emancypacji. Niemniej, jak zauważa Gârdan, nie należy lekceważyć przewrotności zawartej w tych dwóch protofeministycznych postaciach, nawet jeżeli patriarchalny porządek panujący w świecie przedstawionym w powieści odpowiada patriarchalności czasów, w których Slavici wydaje Marę.

## Ekranizacja
Powieść Mara została zekranizowana przez reżysera Mirceę Veroiu na podstawie jego własnego scenariusza w 97-minutowym filmie Dincolo de pod [Za mostem]. Oficjalna premiera filmu odbyła się w lutym 1976 roku.